# Acanthocarpus bispinosus
Acanthocarpus bispinosus is een krabbensoort uit de familie van de Calappidae. De wetenschappelijke naam van de soort werd in 1880 voor het eerst geldig gepubliceerd door Alphonse Milne-Edwards.